# Partito Democratico (Slovacchia)
Il Partito Democratico (in slovacco: Demokratická strana - DS) è stato un partito politico slovacco di orientamento conservatore fondato nel 1989; nel 2006 si è fuso con l'Unione Democratica e Cristiana Slovacca, dando vita all'Unione Democratica e Cristiana Slovacca - Partito Democratico.

## Storia
Il partito nacque nel 1989, all'indomani della rivoluzione di velluto, presentandosi come prosecutore dell'omonima formazione politica fondata nel 1944 e messa al bando nel 1948.
Nel 1994 confluirono nel partito alcune formazioni minori:
- l'Unione Democratica Civica (Občiansko-demokratická únia - ODU), che raggruppava quegli esponenti politici che, dopo la militanza in Pubblico Contro la Violenza, non avevano aderito al Movimento per una Slovacchia Democratica;
- il Partito Democratico Civico di Slovacchia (Občianska demokratická strana Slovenska);
- Democratici 92 (Demokrati 92),
- il Movimento Cecoslovacco Comprensione (Hnutie česko-slovenského porozumenia),
- la Lega Verde (Zelená liga).

In occasione delle elezioni parlamentari del 2002 sostenne le liste dell'Unione Democratica e Cristiana Slovacca, in cui confluì definitivamente nel 2006 dando vita all'Unione Democratica e Cristiana Slovacca - Partito Democratico.

## Risultati elettorali
| Elezione          | Voti    | %     | Seggi    |
| ----------------- | ------- | ----- | -------- |
| Parlamentari 1990 | 148.567 | 4,40  | 7 / 150  |
| Parlamentari 1992 | 102.058 | 3,31  | 0 / 150  |
| Parlamentari 1994 | 98.555  | 3,43  | 0 / 150  |
| Parlamentari 1998 | 884.497 | 26,33 | 42 / 150 |
| 1. 2.             |         |       |          |

| Controllo di autorità | VIAF (EN) 173466653 |